# 悲しき雨降り/アダムとイブのジレンマ
「悲しき雨降り/アダムとイブのジレンマ」（かなしきあめふり/アダムとイブのジレンマ）は、℃-uteのメジャー22枚目のシングル。2013年7月10日にアップフロントワークス（zetimaレーベル）から発売された。

## 概要
- ℃-ute初の両A面シングル。
- 初回生産限定盤A・B・C・D、通常盤A・Bの6形態で発売。初回生産限定盤A・B・CはCD+DVDで、初回生産限定盤Dと通常盤A・BはCDのみとなっている。すべての初回生産限定盤にイベント抽選シリアルナンバーカードが封入されている[3]。

## 収録曲
全作詞・作曲：つんく

### 初回生産限定盤A・B・C、通常盤A
1. 悲しき雨降り
編曲：大久保薫
2. アダムとイブのジレンマ
編曲：江上浩太郎
3. 誰にも内緒の恋しているの
編曲：宅見将典
4. 悲しき雨降り (Instrumental)
5. アダムとイブのジレンマ (Instrumental)

初回生産限定盤A付属DVD
1. 悲しき雨降り (Music Video)
2. 悲しき雨降り (Dance Shot Ver.)

初回生産限定盤B付属DVD
1. アダムとイブのジレンマ (Music Video)
2. アダムとイブのジレンマ (Dance Shot Ver.)

初回生産限定盤C付属DVD
1. 悲しき雨降り (Close-up Ver.)
2. アダムとイブのジレンマ (Close-up Ver.)
3. 悲しき雨降り (Another Edition)
4. アダムとイブのジレンマ (スペシャルコメント映像)

### 初回生産限定盤D、通常盤B
1. 悲しき雨降り
2. アダムとイブのジレンマ
3. あったかい腕で包んで
編曲：河野伸
4. 悲しき雨降り (Instrumental)
5. アダムとイブのジレンマ (Instrumental)

## 参加ミュージシャン
悲しき雨降り
- プログラミング&キーボード：大久保薫
- コーラス：CHINO

アダムとイブのジレンマ
- プログラミング：江上浩太郎
- コーラス：CHINO

誰にも内緒の恋しているの
- プログラミング：宅見将典
- コーラス：CHINO・山尾正人

あったかい腕で包んで
- プログラミング：河野伸
- ギター：佐々木貴之
- コーラス：CHINO